# Claire Mathieu
Claire Mathieu (nascida Kenyon, 1965) é uma informática e matemática francesa, conhecida por suas pesquisas sobre algoritmos de aproximação, algoritmos online e teoria do leilão. É diretora de pesquisa no Centre national de la recherche scientifique (CNRS).
Obteve um doutorado em 1988 na Universidade Paris-Sul, orientada por Claude Puech. Trabalhou no CNRS e Escola Normal Superior de Lyon de 1991 a 1997, na Universidade Paris-Sul de 1997 a 2002, na École Polytechnique de 2002 a 2004, e na Universidade Brown de 2004 a 2011, antes de retornar ao CNRS em 2012.
Foi palestrante convidada no International Colloquium on Automata, Languages and Programming de 2014 e no Symposium on Discrete Algorithms de 2015.